# ۴۱ بره
۴۱ بره یک ستاره است که در صورت فلکی برج حمل قرار دارد.